# Sacramento Kings
I Sacramento Kings sono una franchigia statunitense di pallacanestro con sede nella città di Sacramento (California), militante nella National Basketball Association dal 1950; attualmente è l'unica squadra di Sacramento ad appartenere ad una delle cosiddette Big Four.

## Storia

### Rochester
La storia della franchigia ha inizio a Rochester, nello Stato di New York, all'inizio degli anni venti. La squadra operava a livello semiprofessionistico con il nome di "Seagrams", poiché sponsorizzata dalla celeberrima compagnia di distillazione Seagram. Mantenne questo nome per più di due decenni, finché lo sponsor venne a cadere a causa soprattutto della Grande depressione. Dopo la fine della Seconda guerra mondiale, rinacque la National Basketball League (NBL), che cercava franchigie competitive e i Royals, che negli anni erano molto migliorati grazie soprattutto al grande allenatore Les Harrison, erano i naturali candidati a un posto nella lega. In vista della partecipazione in NBL il nome della squadra venne cambiato in "Rochester Pros", e la squadra giocava nella Edgarton Sport Arena che conteneva fino a 4 500 spettatori. La Seagram tornò sponsor, e grazie ad un contest su un giornale locale il nome della squadra divenne definitivamente "Royals".
Nel primo anno in NBL i Royals vinsero il primo e unico titolo in questa lega, sconfiggendo per 3 a 0 nella serie finale gli Sheboygan Red Skins. La squadra era guidata da giocatori come le guardie Bob Davies e Al Cervi, il centro di quasi 2 metri George Glamack e il futuro campione di football americano Otto Graham.
I Royals parteciparono alla NBL fino al 1948, avendo sia nella stagione 1946-47 che in quella 1947-48 il miglior record di vittorie in campionato ma senza riuscire a vincere più alcun titolo.
Dopo due anni di buoni risultati ma senza titolo, nel 1951 i Royals vinsero il titolo NBA, che è tutt'oggi l'unico conquistato tra Royals e Kings. In finale, in una sorta di derby vennero sconfitti i New York Knickerbockers, con una combattutissima serie terminata 4 a 3. Il successo in NBA non garantì però i profitti sperati, e la squadra si impoverì gradualmente, sia di talenti che finanziariamente, finché, dopo anni di sconfitte, fu reso necessario il trasferimento della franchigia in una città più grande.

### Cincinnati
Nel 1957 i Royals si trasferirono a Cincinnati, Ohio. La scelta di muoversi da Rochester fu influenzata dai giocatori Jack Twyman e Dave Piontek. In Ohio infatti la tradizione di basket collegiale era ottima e non era presente alcuna squadra di football NFL, così il flusso di spettatori sarebbe stato garantito.
Nel primo anno a Cincinnati i Royals erano tra i favoriti per il titolo, grazie a ottimi giocatori come il rookie Clyde Lovellette e Maurice Stokes. Tuttavia l'infortunio di Marshall e l'assenza per servizio di leva di Si Green fecero sì che la squadra giungesse seconda nella Western Division. Nel finale di stagione, in una delle ultime partite della Regular Season, il fuoriclasse Stokes cadde a terra catturando un rimbalzo e rimase incosciente a terra per diversi minuti. In seguito lo stesso leader della squadra, durante un volo, si sentì male e cadde in coma, rimase gradualmente permanentemente paralizzato. Il fatto lasciò scioccata la squadra, che terminò malamente la stagione. Nella stagione successiva vennero chiamati cinque rookie per rimpiazzare la grave mancanza di Stokes, e la squadra passò dalla proprietà della famiglia Harrison a quella di Thomas.
Nel 1960 venne scelta la leggenda NBA Oscar Robertson, che mantenne sempre statistiche altissime, e che nella stagione 1961-62 mantenne valori da tripla doppia di media (unico giocatore nella storia della NBA a riuscire in tale impresa prima dell'avvento di Russell Westbrook), nello specifico 30,8 punti, 11,4 rimbalzi e 12,5 assist a partita. Robertson non riuscì mai a condurre al titolo Cincinnati, cosa che però gli successe non appena si trasferì ai Milwaukee Bucks, nella stagione 1970-71. In questi anni giocò a Cincinnati un altro All-Star, Jerry Lucas, ala/centro dal fisico dominante e vincitore dell'NBA Rookie of the Year Award nel 1964, che ebbe per 3 anni di fila oltre 20 rimbalzi di media a partita.
Nel 1966 la franchigia in declino venne ceduta ai fratelli Max e Jeremy Jacobs, ed l'allenatore Bob Cousy cedette Lucas ai San Francisco Warriors, e Robertson a Milwaukee. Sempre più in crisi si decise di trasferire una seconda volta la squadra.

### Kansas City
Il trasferimento avvenne nel 1972 a Kansas City, Missouri, e si accettò di cambiare il nome della franchigia in "Kings" perché la squadra di baseball locale si chiamava proprio "Royals", tutto questo nonostante il team di pallacanestro mantenesse da 25 anni in più questo nome. Per i primi tre anni la squadra operava sia a Kansas City che a Omaha, Nebraska.
Per le prime tre stagioni in Kansas, dal 1972 al 1976 il leader della squadra per punti e assist fu Nate Archibald, già comprimario a Cincinnati (era stato scelto nel 1970 come 9ª scelta), esploso definitivamente col trasferimento. In seguito questo venne ceduto ai Nets, che dopo un anno lo girarono ai Boston Celtics.
L'uniforme di gioco, già introdotta ai tempi di Cincinnati, era assai inusuale, poiché il nome del giocatore sulla schiena non era locato al di sopra del numero, bensì sotto ad esso, mentre sopra il numero era indicato il nome della città, in una tradizione che oggi trova residui in alcune squadre di calcio tedesche.
Tra i giocatori da ricordare negli anni settanta ci sono Tom Van Arsdale, ala polivalente, l'eccellente tiratore Mat Guokas, e l'idolo dei tifosi Toby Kimball. Grazie all'innesto del potente e dinamico centro Sam Lacey, una delle più grandi leggende di questa squadra, il secondo anno in Kansas vide il ritorno dei Kings tra le squadre nell'orbita dei playoff. Tuttavia la cessione di Archibald e alcune scelte manageriali sbagliate, tra cui la scelta di diversi giovani rivelatisi non all'altezza, fecero risprofondare la squadra ex Rochester e Cincinnati tra le perdenti.
I primi anni ottanta furono di rinascita grazie all'abile coach Cotton Fitzsimmons, e alla guardia tiratrice Otis Birdsong, forte sia offensivamente che difensivamente. Qualificatisi per i play-off sia nel 1979-80 che nel 1980-81, in quest'ultima stagione raggiunsero a sorpresa le finali della Western Conference, dove vennero sconfitti dagli Houston Rockets.
Immediatamente dopo alcuni episodi sfortunati fecero ricadere la società: il proprietario dei Cleveland Cavaliers offrì contratti ricchissimi ai leader dei Kings, Birdman e Scott Wedman; dei violenti temporali fecero cedere il tetto della Kemper Arena. Indebolitosi, il gruppo proprietario decise di vendere la franchigia a Sacramento per soli 11 milioni di dollari.

### Sacramento
Il trasferimento nella città nord-californiana avvenne per la stagione 1985-86. Per 10 anni la squadra ottenne risultati mediocri ma sempre crescenti, fino al raggiungimento dei playoff nel '96. Il supporto dei tifosi di casa era sempre caldissimo, e nel quinquennio 1991-1996 si ebbe circa il 60% di vittorie in casa, ma l'andamento in trasferta era a dir poco disastroso: in una stagione si ottenne un clamoroso 1-40, ossia una vittoria e quaranta sconfitte.
In questi anni ci furono diversi colpi di mercato di successo che riportarono i Kings tra le grandi: la scelta del playmaker Jason Williams dal draft, lo scambio di Mitch Richmond per quella che sarebbe diventata la bandiera e il leader assoluto negli anni successivi, Chris Webber. Vennero acquisiti i serbi Vlade Divac dai Los Angeles Lakers e Predrag Stojaković dal draft NBA 1998. Il primo era un pivot alto, forte e abile difensore, il secondo uno dei migliori tiratori da tre punti degli ultimi anni. Venne assunto l'allenatore Rick Adelman e come assistente l'ex allenatore alla Princeton University Pete Carril, che plasmarono una squadra le cui doti principali erano la forza fisica (se si pensa che tre quinti del quintetto base erano sopra i 2,08 metri di Stojaković), e la velocità nella circolazione del pallone. Molti in questi tempi criticarono la fase difensiva dei Kings, e l'assenza di Webber in certi momenti chiave del gioco. Nonostante il grande talento, vennero eliminati nel playoff del 1999 dagli Utah Jazz ed in quelli del 2000 dai Los Angeles Lakers, sempre ai quarti di finale di conference per 3 a 2.
Nella stagione 1999-2000 i Kings cedettero l'ala Corliss Williamson ai Toronto Raptors in cambio della guardia Doug Christie, giocatore dalle doti difensive eccezionali, più volte incluso nel quintetti difensivi NBA All-Defensive Team stilati a fine stagione. Il quintetto Williams-Christie-Stojaković-Webber-Divac riscuoteva successo, culminato nel febbraio 2001 con la copertina a loro dedicata del magazine Sports Illustrated, intitolata The Greatest Show on Court, Il più grande spettacolo mai visto in campo.
Nel luglio 2001 venne ceduto il playmaker Williams ai Vancouver Grizzlies in cambio di Mike Bibby, playmaker completo dotato soprattutto di un gran tiro dalla lunga e media distanza e doti da leader.
La stagione 2001-02 è stata la migliore dei Kings da moltissimi anni: dopo aver avuto il miglior record dell'intera lega, 61 vittorie e 21 sconfitte (36 su 41 vinte in casa), ed aver agevolmente passato i quarti e le semifinali di conference contro gli Utah Jazz e i Dallas Mavericks, si sono fermati in finale di conference contro i futuri campioni NBA Los Angeles Lakers.
La combattività che ha caratterizzato questa serie ha acceso una rivalità mai vista prima nell'NBA: all'ARCO Arena si sono viste scene di roghi di divise dei Lakers. Inoltre le polemiche arbitrali hanno tenuto banco, molte recriminazioni si sono da parte dei Kings che contestarono la tripla decisiva all'ultimo secondo di gara 4 segnata da Robert Horry, e i 27 tiri liberi fischiati a favore della squadra della Città degli Angeli nel quarto quarto di gara 6. Furono proprio tutte queste "sviste" arbitrali a far sorgere dei sospetti sulla serie, sospetti che si materializzarono quando Tim Donaghy, arbitro di quella serie, confesso' che la lega costrinse gli arbitri a favorire i Los Angeles Lakers in gara 6 in modo da allungare i giochi fino a gara 7. Nonostante ciò sono in molti a pensare che questa serie sia una delle più belle della storia dell'NBA, per tasso tecnico, combattività, sostanziale equità tra le squadre ed episodi.
L'anno successivo Sacramento si vede eliminata ancora in una gara-7, questa volta però in semifinale di conference contro i Dallas Mavericks di Steve Nash e di Dirk Nowitzki, ma decisivo fu sicuramente l'infortunio al ginocchio occorso a Chris Webber nel dicembre del 2003 che ha fatto perdere atletismo e fisicità alla squadra: in questa stagione Webber giocò infatti solamente 23 partite delle 82 in programma.
Nella stagione successiva ci fu il ritorno di C-Web, ma a causa dell'operazione aveva perso molta della sua esplosività e della forza che l'avevano reso uno dei migliori giocatori dei primi anni 2000.
La stagione 2004-05 fu caratterizzata dalla perdita di tre dei cinque "grandi" che avevano fatto la storia recente dei Kings: Divac ritornò ai rivali Lakers e venne rimpiazzato da Brad Miller, Christie finì agli Orlando Magic in cambio della guardia tiratrice mancina Cuttino Mobley, e nel febbraio 2005 Webber fu scambiato per tre giocatori (Corliss Williamson, Kenny Thomas, e Brian Skinner) con i Philadelphia 76ers. Stojaković viveva un periodo di declino, così il leader assoluto della squadra in quei tempi fu Bibby, che più volte fece prestazioni da oltre 50 punti. La stagione si chiuse con la sconfitta al primo turno di playoff contro i Seattle SuperSonics per 4-1.
L'annata 2005-06 fu magra di soddisfazione per la formazione californiana, i playoff raggiunti con 44 vittorie e 38 sconfitte durarono solo un turno contro i San Antonio Spurs, e gli innesti Shareef Abdur Rahim e Bonzi Wells diedero un buon contributo a inizio anno ma si infortunarono entrambi per le fasi decisive. Stojaković venne scambiato nel febbraio 2006 in cambio dell'umorale Ron Artest, conosciuto come giocatore grintoso e rissoso ma eccezionale difensore.
La stagione successiva, 2006-07 si aprì con l'annuncio che Adelman non avrebbe rinnovato il contratto e che sarebbe stato sostituito in panchina da Eric Musselman. Questa proseguì malissimo, contornata da guai giudiziari, per l'allenatore Musselman che fu scoperto guidare sotto l'influenza di alcolici, e per Ron Artest, che fu accusato prima di abbandono dei suoi cani, e dopo di violenza domestica. Artest fu prima sospeso dal roster di Sacramento poi reinserito. Musselman venne esonerato a fine anno, dopo che la squadra non raggiunse i playoff e totalizzò solo il 40,2% di vittorie.
Il futuro dei Kings era sulle spalle di Kevin Martin (secondo classificato nel premio NBA Most Improved Player dopo la guardia di Golden State Monta Ellis) che firmò un contratto da 55 milioni di dollari per 5 anni. Venne chiamato Reggie Theus, ex giocatore proprio dei Kings come allenatore per la stagione 2007-08. Martin però non riuscì a condurre la squadra ai playoff, la squadra centrò un record di 38 vittorie e 44 sconfitte. Un ruolo importante fu assunto da Beno Udrih, che sostituiva Bibby, prima infortunato, poi ceduto agli Atlanta Hawks in cambio di Tyronn Lue, Anthony Johnson, Shelden Williams, Lorenzen Wright e una seconda scelta per il Draft NBA 2008.
Dopo questa fallimentare stagione la franchigia di proprietà della famiglia Maloof è nel mezzo di una grande rifondazione basata sui giovani, nel 2008 è stata effettuata una trade con gli Houston Rockets che ha coinvolto Artest, che ha cosiddetto addio a Sacramento. Al suo posto, dai Rockets sono arrivati Bobby Jackson, l'ala Donté Greene e una prima scelta al Draft NBA 2009.
La stagione 2008-09 è stata disastrosa, con 17 vittorie e 65 sconfitte ed il peggior record dell'intera lega. L'allenatore Theus venne esonerato a metà stagione e al suo posto giunse Kenny Nutt con un incarico ad interim, che portò a termine la disastrosa stagione e, subito dopo il termine, venne esonerato assieme allo staff tecnico. Al posto di Nutt, sulla panchina della squadra californiana è giunto Paul Westphal.
Nel 2009 è giunto a Sacramento, chiamato come quarta scelta al Draft NBA 2009, la grande promessa dalla Pennsylvania, Tyreke Evans, che nella sua stagione da matricola si è aggiudicato l'NBA Rookie of the Year Award, mantenendo statistiche simili a quelli di LeBron James al suo primo anno nella grande lega americana.
La stagione 2009-10 è stata tuttavia cupa in termini di risultati: sono state ottenute solo 25 vittorie nelle 82 partite di stagione regolare, nonostante un buon inizio con la squadra a ridosso della zona playoff. Evans gioca molto bene ma non è coadiuvato da un sistema all'altezza per vincere molte partite. Grazie alle poche vittorie i Kings ottengono un alto posizionamento per il Draft NBA 2010, cosicché la formazione di Westphal sceglie DeMarcus Cousins, centro di 2,10 metri per più di 125 kg con grandissimo talento ma dal difficile carattere.
La stagione 2010-2011 è indicata come quella della rinascita per la franchigia. Nella città sono esposti manifesti che promuovono la coppia Evans-Cousins, al coro di "Here We Rise" (È tempo di risorgere) si comincia carichi di aspettative. I fatti dimostrano però che la squadra è ancora molto acerba, e subisce diverse sconfitte. I ripetuti infortuni di Evans non facilitano le cose, Westphal non riesce a gestire le rotazioni in modo efficiente, né a dare un sistema di gioco valido. Nella parte finale della stagione, a giochi fatti, i Kings inanellano una buona serie di risultati, anche in virtù dell'inserimento in squadra di Marcus Thornton, arrivato dai New Orleans Hornets in cambio di Carl Landry; tuttavia la squadra arrivò penultima a ovest con un record di 24 vittorie e 58 sconfitte. Nelle stagioni successive la squadra totalizzò 28 vittorie nel 2011-2012 e nel 2012-2013, e 29 nel 2013-2014 non raggiungendo nuovamente i playoff, cambiando spesso allenatore e non scegliendo bene al Draft.
Nel 2011 i californiani al Draft presero Jimmer Fredette (ottenuto in uno scambio la sera stessa in cui venne coinvolto Bismack Biyombo, settima scelta assoluta) alla 10, Tyler Honeycutt alla 35 e Isaiah Thomas alla 60.
Thomas nel corso della sua carriera si rivelò essere la miglior ultima scelta di tutti i tempi, ma i Kings (nonostante una stagione 2013-2014 dove Thomas tenne 20,3 punti di media) lo cedettero nel 2014 con un contratto sign-and-trade ai Phoenix Suns per Alex Oriakhi (giocatore che a oggi non ha mai debuttato in NBA), Fredette venne tagliato nel febbraio 2014, dopo aver deluso in 2 anni e mezzo (oltre che nelle squadre in cui andò a giocare successivamente) mentre Honeycutt, prima di venire ceduto nel febbraio 2013 agli Houston Rockets (che lo tagliarono subito), giocò solamente 24 partite in un anno e mezzo a Sacramento.
Mentre al Draft 2012 venne preso Thomas Robinson alla 5, che poi venne ceduto a febbraio dopo appena 8 mesi di militanza nella squadra, nel 2013 vennero scelti Ben McLemore e Ray McCallum (rispettivamente alla 7 e alla 36), ma nonostante i due arrivassero con delle ottime aspettative (soprattutto McLemore), non riuscirono a esprimersi al meglio. In tutto questo ci furono anche i vari problemi creati da DeMarcus Cousins che divise spesso lo spogliatoio, e prese molti falli tecnici negli anni.

## Arene
- Edgerton Park Arena (1945-1955)

Logo utilizzato fino al 2016

- Rochester War Memorial (1955-1957)
- Cincinnati Gardens (1957-1972)
- Kansas City Municipal Auditorium (1972-1974)
- Omaha Civic Auditorium (1972-1978)
- Kemper Arena (1974-1985)
- ARCO Arena I (1985-1988)
- ARCO Arena II (1988-2016)
- Golden 1 Center (2016-presente)

## Roster
| \| Pos. \| Num. \| Naz. \| Nome \| Altezza \| Peso \| Data nascita \| Provenienza \| \| ----- \| ---- \| ---- \| ------------------- \| ------- \| ------ \| ------------ \| ------------------- \| \| G \| 0 \| \| Monk, Malik \| 190 cm \| 91 kg \| 16-01-2000 \| Kentucky \| \| AG \| 3 \| \| Jones, Isaac \| 206 cm \| 111 kg \| 11-07-2000 \| Washington State \| \| G/AP \| 5 \| \| Clifford, Dominique \| 198 cm \| 91 kg \| 09-02-2002 \| Colorado State \| \| AP \| 7 \| \| McDermott, Doug \| 198 cm \| 102 kg \| 03-01-1992 \| Creighton \| \| G \| 8 \| \| LaVine, Zach \| 196 cm \| 91 kg \| 10-03-1995 \| UCLA \| \| G/AP \| 10 \| \| DeRozan, DeMar \| 198 cm \| 100 kg \| 07-08-1989 \| Southern California \| \| AG/C \| 11 \| \| Sabonis, Domantas \| 211 cm \| 109 kg \| 03-05-1996 \| Gonzaga \| \| AG \| 13 \| \| Murray, Keegan \| 203 cm \| 102 kg \| 19-08-2000 \| Iowa \| \| P \| 15 \| \| Jones, Mason \| 193 cm \| 91 kg \| 21-07-1998 \| Arkansas \| \| C \| 17 \| \| Valančiūnas, Jonas \| 211 cm \| 120 kg \| 06-05-1992 \| Lituania \| \| G \| 20 \| \| Fultz, Markelle \| 193 cm \| 91 kg \| 29-05-1998 \| Washington \| \| G \| 22 \| \| Carter, Devin \| 191 cm \| 88 kg \| 18-03-2002 \| Providence \| \| G \| 23 \| \| Ellis, Keon \| 198 cm \| 79 kg \| 08-01-2000 \| Alabama \| \| AP/AG \| 24 \| \| Crawford, Isaiah \| 198 cm \| 100 kg \| 01-11-2001 \| Louisiana Tech \| \| G/AP \| 41 \| \| Lyles, Trey \| 206 cm \| 106 kg \| 05-11-1995 \| Kentucky \| \| AG \| 42 \| \| Raynaud, Maxime \| 216 cm \| 111 kg \| 07-04-2003 \| Francia \| \| AP/AG \| 99 \| \| Crowder, Jae \| 198 cm \| 107 kg \| 06-05-1986 \| Marquette \| \| AG/C \| \| \| Eubanks, Drew \| 208 cm \| 111 kg \| 01-02-1997 \| Oregon State \| \| P/G \| \| \| Schröder, Dennis \| 185 cm \| 78 kg \| 15-09-1993 \| Braunschweig \| | Allenatore - Doug Christie Assistente/i - Leandro Barbosa - Riccardo Fois - Jim Moran - Luke Loucks - Jay Triano Legenda - (C) Capitano - (FA) Free agent - (S) Sospeso - (TW) Contratto Two-way - (GL) Assegnato a squadra G League affiliata - Infortunato Roster • Transazioni · Ultima transazione: 10 luglio 2025 |                        |                     |         |        |              |                     |
| Pos. | Num. | Naz.                   | Nome                | Altezza | Peso   | Data nascita | Provenienza         |
| G | 0 | Stati Uniti (bandiera) | Monk, Malik         | 190 cm  | 91 kg  | 16-01-2000   | Kentucky            |
| AG | 3 | Stati Uniti (bandiera) | Jones, Isaac        | 206 cm  | 111 kg | 11-07-2000   | Washington State    |
| G/AP | 5 | Stati Uniti (bandiera) | Clifford, Dominique | 198 cm  | 91 kg  | 09-02-2002   | Colorado State      |
| AP | 7 | Stati Uniti (bandiera) | McDermott, Doug     | 198 cm  | 102 kg | 03-01-1992   | Creighton           |
| G | 8 | Stati Uniti (bandiera) | LaVine, Zach        | 196 cm  | 91 kg  | 10-03-1995   | UCLA                |
| G/AP | 10 | Stati Uniti (bandiera) | DeRozan, DeMar      | 198 cm  | 100 kg | 07-08-1989   | Southern California |
| AG/C | 11 | Lituania (bandiera)    | Sabonis, Domantas   | 211 cm  | 109 kg | 03-05-1996   | Gonzaga             |
| AG | 13 | Stati Uniti (bandiera) | Murray, Keegan      | 203 cm  | 102 kg | 19-08-2000   | Iowa                |
| P | 15 | Stati Uniti (bandiera) | Jones, Mason        | 193 cm  | 91 kg  | 21-07-1998   | Arkansas            |
| C | 17 | Lituania (bandiera)    | Valančiūnas, Jonas  | 211 cm  | 120 kg | 06-05-1992   | Lituania            |
| G | 20 | Stati Uniti (bandiera) | Fultz, Markelle     | 193 cm  | 91 kg  | 29-05-1998   | Washington          |
| G | 22 | Stati Uniti (bandiera) | Carter, Devin       | 191 cm  | 88 kg  | 18-03-2002   | Providence          |
| G | 23 | Stati Uniti (bandiera) | Ellis, Keon         | 198 cm  | 79 kg  | 08-01-2000   | Alabama             |
| AP/AG | 24 | Stati Uniti (bandiera) | Crawford, Isaiah    | 198 cm  | 100 kg | 01-11-2001   | Louisiana Tech      |
| G/AP | 41 | Canada (bandiera)      | Lyles, Trey         | 206 cm  | 106 kg | 05-11-1995   | Kentucky            |
| AG | 42 | Francia (bandiera)     | Raynaud, Maxime     | 216 cm  | 111 kg | 07-04-2003   | Francia             |
| AP/AG | 99 | Stati Uniti (bandiera) | Crowder, Jae        | 198 cm  | 107 kg | 06-05-1986   | Marquette           |
| AG/C | | Stati Uniti (bandiera) | Eubanks, Drew       | 208 cm  | 111 kg | 01-02-1997   | Oregon State        |
| P/G | | Germania (bandiera)    | Schröder, Dennis    | 185 cm  | 78 kg  | 15-09-1993   | Braunschweig        |

## Palmarès

### NBA
|                                   | Titoli | Anni                                                              |
| --------------------------------- | ------ | ----------------------------------------------------------------- |
| Titoli NBA                        | 1      | 1951                                                              |
| Titoli di Division NBA (Playoffs) | 1      | 1951                                                              |
| Titoli di Division BAA*-NBA       | 6      | 1948-1949*, 1951-1952, 1978-1979, 2001-2002, 2002-2003, 2022-2023 |

### NBL
|                                   | Titoli | Anni                 |
| --------------------------------- | ------ | -------------------- |
| Campione NBL                      | 1      | 1946                 |
| Titoli di Division NBL (Playoffs) | 3      | 1946, 1947, 1948     |
| Titoli di Division NBL            | 2      | 1946-1947, 1947-1948 |

## Record stagione per stagione
| Campione NBA/NBL | Campione di Division (Playoffs)/Conference | Campione di Division |

| Stagione                      | V    | P    | %    | Play-off                                                              | Risultati                                                                      |
| ----------------------------- | ---- | ---- | ---- | --------------------------------------------------------------------- | ------------------------------------------------------------------------------ |
| Rochester Royals (NBL)        |      |      |      |                                                                       |                                                                                |
| 1945-46                       | 24   | 10   | .706 | Vince Semifinali NBL Vince Finali NBL                                 | Rochester 3, Fort Wayne 1 Rochester 3, Sheboygan 0                             |
| 1946-47                       | 31   | 13   | .705 | Vince Primo turno Vince Semifinali NBL Perde Finali NBL               | Rochester 3, Syracuse 1 Rochester 2, Fort Wayne 1 Chicago Gears 3, Rochester 1 |
| 1947-48                       | 44   | 16   | .733 | Vince Primo turno Vince Semifinali NBL Perde Finali NBL               | Rochester 3, Fort Wayne 1 Rochester 2, Anderson 1 Minneapolis 3, Rochester 1   |
| Totale NBL                    | 99   | 39   | .717 |                                                                       |                                                                                |
| Playoffs NBL                  | 18   | 11   | .621 | 1 Titolo NBL                                                          | 1 Titolo NBL                                                                   |
| Rochester Royals (BAA)        |      |      |      |                                                                       |                                                                                |
| 1948-49                       | 45   | 15   | .750 | Vince Semifinali Division Perde Finali Division                       | Rochester 2, St. Louis 0 Minneapolis 2, Rochester 0                            |
| Rochester Royals (NBA)        |      |      |      |                                                                       |                                                                                |
| 1949-50                       | 51   | 17   | .750 | Perdono Tiebreaker 1º posto Division Perde Semifinali Division        | Minneapolis 1, Rochester 0 Fort Wayne 2, Rochester 0                           |
| 1950-51                       | 41   | 27   | .603 | Vince Semifinali Division Vince Finali Division Vince Finali NBA      | Rochester 2, Fort Wayne 1 Rochester 3, Minneapolis 1 Rochester 4, New York 3   |
| 1951-52                       | 41   | 25   | .621 | Vince Semifinali Division Perde Finali Division                       | Rochester 2, Fort Wayne 0 Minneapolis 3, Rochester 1                           |
| 1952-53                       | 44   | 26   | .629 | Perde Semifinali Division                                             | Fort Wayne 2, Rochester 1                                                      |
| 1953-54                       | 44   | 28   | .611 | Perde Finali Division                                                 | Minneapolis 2, Rochester 1                                                     |
| 1954-55                       | 29   | 43   | .403 | Perde Semifinali Division                                             | Minneapolis 2, Rochester 1                                                     |
| 1955-56                       | 31   | 41   | .431 |                                                                       |                                                                                |
| 1956-57                       | 31   | 41   | .431 |                                                                       |                                                                                |
| Cincinnati Royals (NBA)       |      |      |      |                                                                       |                                                                                |
| 1957-58                       | 33   | 39   | .458 | Perde Semifinali Division                                             | Detroit 2, Cincinnati 0                                                        |
| 1958-59                       | 19   | 53   | .264 |                                                                       |                                                                                |
| 1959-60                       | 19   | 56   | .253 |                                                                       |                                                                                |
| 1960-61                       | 33   | 46   | .418 |                                                                       |                                                                                |
| 1961-62                       | 43   | 37   | .538 | Perde Semifinali Division                                             | Detroit 3, Cincinnati 1                                                        |
| 1962-63                       | 42   | 38   | .525 | Vince Semifinali Division Perde Finali Division                       | Cincinnati 3, Syracuse 2 Boston 4, Cincinnati 3                                |
| 1963-64                       | 55   | 25   | .688 | Vince Semifinali Division Perde Finali Division                       | Cincinnati 3, Philadelphia 2 Boston 4, Cincinnati 1                            |
| 1964-65                       | 48   | 32   | .600 | Perde Semifinali Division                                             | Philadelphia 3, Cincinnati 1                                                   |
| 1965-66                       | 45   | 35   | .563 | Perde Semifinali Division                                             | Boston 3, Cincinnati 2                                                         |
| 1966-67                       | 39   | 42   | .481 | Perde Semifinali Division                                             | Philadelphia 3, Cincinnati 1                                                   |
| 1967-68                       | 39   | 43   | .476 |                                                                       |                                                                                |
| 1968-69                       | 41   | 41   | .500 |                                                                       |                                                                                |
| 1969-70                       | 36   | 46   | .439 |                                                                       |                                                                                |
| 1970-71                       | 33   | 49   | .402 |                                                                       |                                                                                |
| 1971-72                       | 30   | 52   | .366 |                                                                       |                                                                                |
| Kansas City-Omaha Kings (NBA) |      |      |      |                                                                       |                                                                                |
| 1972-73                       | 36   | 46   | .439 |                                                                       |                                                                                |
| 1973-74                       | 33   | 49   | .402 |                                                                       |                                                                                |
| 1974-75                       | 44   | 38   | .537 | Perde Finali Conference                                               | Chicago 4, Kansas City 2                                                       |
| Kansas City Kings (NBA)       |      |      |      |                                                                       |                                                                                |
| 1975-76                       | 31   | 51   | .378 |                                                                       |                                                                                |
| 1976-77                       | 40   | 42   | .488 |                                                                       |                                                                                |
| 1977-78                       | 31   | 51   | .378 |                                                                       |                                                                                |
| 1978-79                       | 48   | 34   | .585 | Perde Semifinali Conference                                           | Phoenix 4, Kansas City 1                                                       |
| 1979-80                       | 47   | 35   | .573 | Perde Primo Turno                                                     | Phoenix 2, Kansas City 1                                                       |
| 1980-81                       | 40   | 42   | .488 | Vince Primo Turno Vince Semifinali Conference Perde Finali Conference | Kansas City 2, Portland 1 Kansas City 4, Phoenix 3 Houston 4, Kansas City 1    |
| 1981-82                       | 30   | 52   | .366 |                                                                       |                                                                                |
| 1982-83                       | 45   | 37   | .549 |                                                                       |                                                                                |
| 1983-84                       | 38   | 44   | .463 | Perde Primo Turno                                                     | Los Angeles 3, Kansas City 0                                                   |
| 1984-85                       | 31   | 51   | .378 |                                                                       |                                                                                |
| Sacramento Kings (NBA)        |      |      |      |                                                                       |                                                                                |
| 1985-86                       | 37   | 45   | .451 | Perde Primo Turno                                                     | Houston 3, Sacramento 0                                                        |
| 1986-87                       | 29   | 53   | .354 |                                                                       |                                                                                |
| 1987-88                       | 24   | 58   | .293 |                                                                       |                                                                                |
| 1988-89                       | 27   | 55   | .329 |                                                                       |                                                                                |
| 1989-90                       | 23   | 59   | .280 |                                                                       |                                                                                |
| 1990-91                       | 25   | 57   | .305 |                                                                       |                                                                                |
| 1991-92                       | 29   | 53   | .354 |                                                                       |                                                                                |
| 1992-93                       | 25   | 57   | .305 |                                                                       |                                                                                |
| 1993-94                       | 28   | 54   | .341 |                                                                       |                                                                                |
| 1994-95                       | 39   | 43   | .476 |                                                                       |                                                                                |
| 1995-96                       | 39   | 43   | .476 | Perde Primo Turno                                                     | Seattle 3, Sacramento 1                                                        |
| 1996-97                       | 34   | 48   | .415 |                                                                       |                                                                                |
| 1997-98                       | 27   | 55   | .329 |                                                                       |                                                                                |
| 1998-99                       | 27   | 23   | .540 | Perde Primo Turno                                                     | Utah 3, Sacramento 2                                                           |
| 1999-00                       | 44   | 38   | .537 | Perde Primo Turno                                                     | L.A. Lakers 3, Sacramento 2                                                    |
| 2000-01                       | 55   | 27   | .672 | Vince Primo Turno Perde Semifinali Conference                         | Sacramento 3, Phoenix 1 LA Lakers 4, Sacramento 0                              |
| 2001-02                       | 61   | 21   | .744 | Vince Primo Turno Vince Semifinali Conference Perde Finali Conference | Sacramento 3, Utah 1 Sacramento 4, Dallas 1 LA Lakers 4, Sacramento 3          |
| 2002-03                       | 59   | 23   | .720 | Vince Primo Turno Perde Semifinali Conference                         | Sacramento 4, Utah 1 Dallas 4, Sacramento 3                                    |
| 2003-04                       | 55   | 27   | .672 | Vince Primo Turno Perde Semifinali Conference                         | Sacramento 4, Dallas 1 Minnesota 4, Sacramento 3                               |
| 2004-05                       | 50   | 32   | .610 | Perde Primo Turno                                                     | Seattle 4, Sacramento 1                                                        |
| 2005-06                       | 44   | 38   | .537 | Perde Primo Turno                                                     | San Antonio 4, Sacramento 2                                                    |
| 2006-07                       | 33   | 49   | .402 |                                                                       |                                                                                |
| 2007-08                       | 38   | 44   | .463 |                                                                       |                                                                                |
| 2008-09                       | 17   | 65   | .207 |                                                                       |                                                                                |
| 2009-10                       | 25   | 57   | .305 |                                                                       |                                                                                |
| 2010-11                       | 24   | 58   | .293 |                                                                       |                                                                                |
| 2011-12                       | 22   | 44   | .333 |                                                                       |                                                                                |
| 2012-13                       | 28   | 54   | .341 |                                                                       |                                                                                |
| 2013-14                       | 28   | 54   | .341 |                                                                       |                                                                                |
| 2014-15                       | 29   | 53   | .354 |                                                                       |                                                                                |
| 2015-16                       | 33   | 49   | .402 |                                                                       |                                                                                |
| 2016-17                       | 32   | 50   | .390 |                                                                       |                                                                                |
| 2017-18                       | 27   | 55   | .329 |                                                                       |                                                                                |
| 2018-19                       | 39   | 43   | .476 |                                                                       |                                                                                |
| 2019-20                       | 31   | 41   | .431 |                                                                       |                                                                                |
| 2020-21                       | 31   | 41   | .431 |                                                                       |                                                                                |
| 2021-22                       | 30   | 52   | .366 |                                                                       |                                                                                |
| 2022-23                       | 48   | 34   | .583 | Perde Primo Turno                                                     | Golden State 4, Sacramento 3                                                   |
| 2023-24                       | 46   | 36   | .561 | Vince il Play-in Game 9-10 Perde il Play-in Game 8-9                  | Sacramento 1, Golden State 0 New Orleans 1, Sacramento 0                       |
| 2024-25                       | 40   | 42   | .488 | Perde il Play-in Game 9-10                                            | Dallas 1, Sacramento 0                                                         |
| Totale BAA-NBA                | 2788 | 3299 | .458 |                                                                       |                                                                                |
| Playoffs BAA-NBA              | 83   | 111  | .428 | 1 Titolo NBA                                                          | 1 Titolo NBA                                                                   |

## Giocatori più rappresentativi nel tempo

### Leader di tutti i tempi
| Statistica           | Totale | Giocatore          |
| -------------------- | ------ | ------------------ |
| Partite giocate      | 888    | Sam Lacey          |
| Minuti giocati       | 33 088 | Oscar Robertson    |
| Punti                | 22 009 | Oscar Robertson    |
| Rimbalzi             | 9 353  | Sam Lacey          |
| Assist               | 7 709  | Oscar Robertson    |
| Stoppate             | 1 098  | Sam Lacey          |
| Rubate               | 950    | Sam Lacey          |
| Falli fatti          | 3 127  | Sam Lacey          |
| Tiri realizzati      | 7 713  | Oscar Robertson    |
| Tiri tentati         | 15 785 | Oscar Robertson    |
| Tiri da 3 realizzati | 1 070  | Predrag Stojaković |
| Tiri da 3 tentati    | 2 687  | Predrag Stojaković |
| % da 3 punti         | 48,2   | Anthony Peeler     |
| % tiri liberi        | 89,3   | Predrag Stojaković |
| Minuti a partita     | 44,0   | Oscar Robertson    |
| Punti a partita      | 29,8   | Oscar Robertson    |
| Rimbalzi a partita   | 19,1   | Jerry Lucas        |
| Assist a partita     | 10,3   | Oscar Robertson    |
| Stoppate a partita   | 1,7    | Sam Lacey          |
| Rubate a partita     | 2,2    | Ron Artest         |

### Membri della Basketball Hall of Fame
- Nate Archibald
- Al Cervi
- Bob Davies
- Jerry Lucas
- Les Harrison
- Arnie Risen
- Oscar Robertson
- Maurice Stokes
- Jack Twyman
- Bobby Wanzer
- Mitch Richmond
- Chris Webber

### Numeri ritirati
- 1 Nate Archibald
- 2 Mitch Richmond
- 4 Chris Webber
- 6 (il sesto uomo) - I tifosi
- 11 Bob Davies
- 12 Maurice Stokes
- 14 Oscar Robertson
- 16 Predrag Stojaković
- 21 Vlade Divac
- 27 Jack Twyman
- 44 Sam Lacey

## Allenatori
| Legenda | Legenda                                                      |
| ------- | ------------------------------------------------------------ |
| PA      | Partite allenate                                             |
| V       | Vittorie                                                     |
| S       | Sconfitte                                                    |
| V%      | Percentuale di vittorie                                      |
|         | Ha trascorso l'intera sua carriera da allenatore con i Kings |

Note: Statistiche aggiornate a fine stagione 2023-2024.
| Rochester Royals (NBL)     |                    |           |     |     |     |      |    |    |    |      |                                  |        |
| 1                          | Eddie Malanowicz   | 1945–1948 | 138 | 99  | 39  | .717 | 29 | 18 | 11 | .621 | 1 Titolo NBL (1946)              |        |
| Rochester Royals (BAA/NBA) |                    |           |     |     |     |      |    |    |    |      |                                  |        |
| 2                          | Lester Harrison    | 1948–1955 | 476 | 295 | 181 | .620 | 38 | 19 | 19 | .500 | 1 Titolo NBA (1951)              | [ 19 ] |
| 3                          | Bobby Wanzer       | 1955–1957 | 144 | 62  | 82  | .431 | 3  | 1  | 2  | .333 |                                  |        |
| Cincinnati Royals (NBA)    |                    |           |     |     |     |      |    |    |    |      |                                  |        |
| —                          | Bobby Wanzer       | 1957–1958 | 80  | 36  | 44  | .450 | —  | —  | —  | —    |                                  |        |
| 4                          | Tom Marshall       | 1958-1960 | 129 | 35  | 94  | .271 | —  | —  | —  | —    |                                  | [ 20 ] |
| 5                          | Charley Wolf       | 1960–1963 | 239 | 118 | 121 | .494 | 16 | 7  | 9  | .438 |                                  | [ 21 ] |
| 6                          | Jack McMahon       | 1963–1967 | 321 | 187 | 134 | .583 | 23 | 8  | 15 | .348 |                                  | [ 22 ] |
| 7                          | Ed Jucker          | 1967–1969 | 164 | 80  | 84  | .488 | —  | —  | —  | —    |                                  |        |
| 8                          | Bob Cousy          | 1969-1972 | 246 | 99  | 147 | .402 | —  | —  | —  | —    |                                  |        |
| Kansas City Kings (NBA)    |                    |           |     |     |     |      |    |    |    |      |                                  |        |
| —                          | Bob Cousy          | 1972-1973 | 104 | 42  | 62  | .404 | —  | —  | —  | —    |                                  |        |
| 9                          | Draff Young        | 1973      | 3   | 0   | 3   | .000 | —  | —  | —  | —    |                                  |        |
| 10                         | Phil Johnson       | 1973–1978 | 340 | 155 | 185 | .456 | 6  | 2  | 4  | .333 | 1974–75 Allenatore dell'anno NBA | [ 23 ] |
| 11                         | Larry Staverman    | 1978      | 45  | 18  | 27  | .400 | —  | —  | —  | —    |                                  | [ 24 ] |
| 12                         | Cotton Fitzsimmons | 1978–1984 | 492 | 248 | 244 | .504 | 26 | 9  | 17 | .346 | 1978–79 Allenatore dell'anno NBA | [ 25 ] |
| 13                         | Jack McKinney      | 1984      | 9   | 1   | 8   | .111 | —  | —  | —  | —    |                                  | [ 26 ] |
| —                          | Phil Johnson       | 1984–1987 | 201 | 81  | 120 | .403 | 3  | 0  | 3  | .000 |                                  | [ 23 ] |
| Sacramento Kings (NBA)     |                    |           |     |     |     |      |    |    |    |      |                                  |        |
| 14                         | Jerry Reynolds     | 1987      | 60  | 22  | 38  | .367 | —  | —  | —  | —    |                                  |        |
| 15                         | Bill Russell       | 1987–1988 | 58  | 17  | 41  | .293 | —  | —  | —  | —    |                                  | [ 27 ] |
| —                          | Jerry Reynolds     | 1988–1990 | 110 | 34  | 76  | .309 | —  | —  | —  | —    |                                  |        |
| 16                         | Dick Motta         | 1990–1991 | 161 | 48  | 113 | .298 | —  | —  | —  | —    |                                  | [ 28 ] |
| 17                         | Rex Hughes         | 1991–1992 | 57  | 22  | 35  | .386 | —  | —  | —  | —    |                                  | [ 29 ] |
| 18                         | Garry St. Jean     | 1992–1997 | 395 | 159 | 236 | .403 | 4  | 1  | 3  | .250 |                                  | [ 30 ] |
| 19                         | Eddie Jordan       | 1997–1998 | 97  | 33  | 64  | .340 | —  | —  | —  | —    |                                  | [ 31 ] |
| 20                         | Rick Adelman       | 1998–2006 | 624 | 395 | 229 | .633 | 69 | 34 | 35 | .493 |                                  | [ 32 ] |
| 21                         | Eric Musselman     | 2006–2007 | 82  | 33  | 49  | .402 | —  | —  | —  | —    |                                  | [ 33 ] |
| 22                         | Reggie Theus       | 2007–2008 | 106 | 44  | 62  | .415 | —  | —  | —  | —    |                                  |        |
| 23                         | Kenny Natt         | 2008–2009 | 58  | 11  | 47  | .190 | —  | —  | —  | —    |                                  | [ 34 ] |
| 24                         | Paul Westphal      | 2009–2012 | 171 | 51  | 120 | .298 | —  | —  | —  | —    |                                  | [ 35 ] |
| 25                         | Keith Smart        | 2012–2013 | 141 | 48  | 93  | .340 | —  | —  | —  | —    |                                  | [ 36 ] |
| 26                         | Michael Malone     | 2013–2014 | 106 | 39  | 67  | .368 | —  | —  | —  | —    |                                  | [ 37 ] |
| 27                         | Tyrone Corbin      | 2014–2015 | 28  | 7   | 21  | .250 | —  | —  | —  | —    |                                  | [ 38 ] |
| 28                         | George Karl        | 2015–2016 | 112 | 44  | 68  | .393 | —  | —  | —  | —    |                                  | [ 39 ] |
| 29                         | Dave Joerger       | 2016–2019 | 326 | 98  | 148 | .398 | —  | —  | —  | —    |                                  | [ 40 ] |
| 30                         | Luke Walton        | 2019–2021 | 161 | 68  | 93  | .422 | —  | —  | —  | —    |                                  | [ 41 ] |
| 31                         | Alvin Gentry       | 2021–2022 | 65  | 24  | 41  | .369 | —  | —  | —  | —    |                                  | [ 42 ] |
| 32                         | Mike Brown         | 2022–     | 164 | 94  | 70  | .573 | 7  | 3  | 4  | .429 | 2022–23 Allenatore dell'anno NBA |        |

## Premi e riconoscimenti individuali
NBA Most Valuable Player Award
- Oscar Robertson – 1964

NBA Rookie of the Year Award
- Maurice Stokes – 1956
- Oscar Robertson – 1961
- Jerry Lucas – 1964
- Phil Ford – 1979
- Tyreke Evans – 2010

NBA All-Star Game Most Valuable Player Award
- Oscar Robertson - 1961, 1964, 1969
- Jerry Lucas - 1965
- Adrian Smith - 1966
- Mitch Richmond – 1995

NBA Sixth Man of the Year Award
- Bobby Jackson – 2003

NBA Clutch Player of the Year Award
- De'Aaron Fox - 2023

NBA Coach of the Year Award
- Phil Johnson – 1975
- Cotton Fitzsimmons – 1979
- Mike Brown – 2023

NBA Executive of the Year Award
- Joe Axelson – 1973
- Geoff Petrie – 1999, 2001
- Monte McNair - 2023

NBA Three-point Shootout
- Predrag Stojaković - 2002, 2003
- Buddy Hield - 2020

All-NBA First Team
- Oscar Robertson – 1961, 1962, 1963, 1964, 1965, 1966, 1967, 1968, 1969
- Jerry Lucas – 1965, 1966, 1968
- Nate Archibald – 1973, 1975, 1976
- Chris Webber – 2001

All-NBA Second Team
- Maurice Stokes – 1956, 1957, 1958
- Jack Twyman - 1960, 1962
- Jerry Lucas – 1964, 1967
- Oscar Robertson – 1970
- Nate Archibald – 1972
- Phil Ford – 1979
- Otis Birdsong – 1981
- Mitch Richmond – 1994, 1995, 1997
- Chris Webber – 1999, 2002, 2003
- Predrag Stojaković – 2004
- DeMarcus Cousins – 2015, 2016

All-NBA Third Team
- Mitch Richmond – 1996, 1998
- Chris Webber – 2000
- De'Aaron Fox - 2023
- Domantas Sabonis - 2023, 2024

NBA All-Defensive First Team
- Doug Christie – 2003
- Ron Artest - 2006

NBA All-Defensive Second Team
- Norm Van Lier – 1971
- Brian Taylor – 1977
- Scott Wedman – 1980
- Doug Christie – 2001, 2002, 2004

NBA Rookie First Team
- Jerry Lucas – 1964
- Ron Behagen – 1974
- Scott Wedman – 1975
- Phil Ford – 1979
- Kenny Smith – 1988
- Lionel Simmons – 1991
- Brian Grant – 1995
- Jason Williams – 1999
- Tyreke Evans – 2010
- DeMarcus Cousins – 2011
- Buddy Hield – 2017
- Marvin Bagley - 2019
- Tyrese Haliburton - 2021
- Keegan Murray - 2023

NBA Rookie Second Team
- Travis Mays – 1991
- Walt Williams – 1993
- Tyus Edney – 1996
- Hidayet Türkoğlu – 2001
- Isaiah Thomas - 2012
- Willie Cauley-Stein - 2016
- Bogdan Bogdanović - 2018